# Ah Yeah (EP)
Ah Yeah (được viết theo kiểu cách điệu là AH YEAH) là mini album thứ hai của nhóm nhạc nữ Hàn Quốc EXID, được phát hành vào ngày 13 tháng 4 năm 2015 bởi Yedang Entertainment và phân phối bởi Sony Music. Bài hát mở đầu của album chính là bài hát Up & Down được phát hành vào năm 2014, còn bài hát chủ đề của album là Ah Yeah là một trong những bài hát phát hành tiếp theo.

## Bối cảnh và phát hành
Vào ngày 4 tháng 3 năm 2015, một đại diện của EXID tiết lộ cho tờ Star News rằng nhóm đang chuẩn bị một bài hát mới và sẽ phát hành vào tuần hứ hai của tháng 4. Nhưng tại thời điểm đó, nó vẫn chưa được quyết định sẽ ra mắt dưới dạng đĩa đơn hay nằm trong một mini album. Vào ngày 3 tháng 4, bìa album và danh sách nhạc bị rò rỉ trên internet, khiến Yedang Entertainment phải lên tiếng rằng họ sẽ nhờ tới pháp luật nếu sự rò rỉ làm ảnh hưởng đến đợt trở lại này của EXID.
Vào ngày 12 tháng 4, nhóm có một showcase tại Noon Square ở Myeong dong. Trong showcase họ đã cho ra mắt và biểu diễn ca khúc Ah Yeah cho công chúng lần đầu tiên.
Tính đến tháng 10 năm 2015, album đã bán được 41,000 bản ở Hàn Quốc và 7,000 bản ở Nhật Bản.

## Sáng tác
Album được soạn bởi người sản xuất của nhóm từ khi mới ra mắt - Shinsadong Tiger. Thành viên LE cũng tham gia vào quá trình sản xuất album, đồng sáng tác và soạn tất cả các bài hát trong album. Bài hát chủ đề Ah Yeah mang phong cách dance, hip-hop với đoạn điệp khúc được lặp lại nhiều lần. "Pat Pat" được miêu tả như một bài hát "R&B hiện đại" và "With Out U" là một bài nhạc dance hiện đại và sôi động. Album cũng bao gồm cả bài hát "Up & Down" và phiên bản mới của "Every Night".

## Đĩa đơn

### "Up & Down"
"Up & Down" (tiếng Hàn: 위아래; Romaja: Wiarae) đã được ra phát hành trước dưới dạng đĩa đơn kỹ thuật số vào ngày 27 tháng 8 năm 2014, được soạn và sản xuất bởi Shinsadong Tiger, Namking Nang và thành viên LE.
Đây là lần trở lại đầu tiên của nhóm sau khi ký hợp đồng với Yedang Entertainment vào tháng 6 năm 2014. MV của "Up & Down" được phát hành cùng đĩa đơn và được chỉ đạo bởi Digipedi.
Ban đầu, thứ hạng của bài hát rất thấp, nhưng sau đó đã lội ngược dòng ngoạn mục vào bảng xếp hạng và đứng thứ hạng cao sau ba tháng phát hành. sự thành công muộn màng này chính là nhờ fan-cam của thành viên Hani được quay bởi một fan khi đang biểu diễn ca khúc "Up & Down". Đoạn video đó (được các fan gọi là "Fan-cam thần thánh") sau khi được đưa lên mạng xã hội Hàn Quốc vào cuối tháng 11 đã nổi lên như một hiện tượng, thu hút rất nhiều lượt xem.
"Up & Down" bắt đầu ở thứ hạng thứ 94 trong Bảng xếp hạng Gaon và ra khỏi bảng xếp hạng một tuần sau đó. 
Tuy nhiên, bắt đầu từ ngày 16 tháng 4 năm 2014, bài hát lại lọt vào bảng xếp hạng Gaon và đứng thứ 34 nhờ sự nổi tiếng chậm trễ của nó, đạt top 5 trong ba tuần tiếp theo và cuối cùng đứng hạng nhất từ ngày 28 tháng 12 năm 2014.
Từ khi được phát hành, bài hát đã bán được 1.3 triệu bản kỹ thuật số ở Hàn Quốc, trở thành single đầu tiên của nhóm bán được hơn 1 triệu bản (xem Danh sách đĩa nhạc của EXID).

## Danh sách bài hát
| CD/digital download | CD/digital download                            | CD/digital download                   | CD/digital download                | CD/digital download               | CD/digital download |
| STT                 | Nhan đề                                        | Phổ lời                               | Phổ nhạc                           | Sắp xếp                           | Thời lượng          |
| ------------------- | ---------------------------------------------- | ------------------------------------- | ---------------------------------- | --------------------------------- | ------------------- |
| 1.                  | "Ah Yeah'" (아예; Aye)                         | Shinsadong Tiger, Namking Nang, LE    | Shinsadong Tiger, Namking Nang, LE | Shinsadong Tiger                  | 3:19                |
| 2.                  | "Thrilling" (아슬해; Aseulhae)                 | Shinsadong Tiger, Polar Bear, LE      | Shinsadong Tiger, Polar Bear, LE   | Shinsadong Tiger, Polar Bear      | 3:32                |
| 3.                  | "Pat Pat" (토닥토닥; Todaktodak)               | LE                                    | Shinsadong Tiger, LE               | Shinsadong Tiger, LE              | 3:51                |
| 4.                  | "With Out U"                                   | LE                                    | LE, S. Kim                         | Shinsadong Tiger, S. Kim          | 3:31                |
| 5.                  | "1M"                                           | Shinsadong Tiger, Monster Factory, LE | Shinsadong Tiger, Monster Factory  | Shinsadong Tiger, Monster Factory | 3:51                |
| 6.                  | "Up & Down" (위아래; Wiarae)                   | Shinsadong Tiger, Namking Nang, LE    | Shinsadong Tiger, Namking Nang, LE | Shinsadong Tiger                  | 3:09                |
| 7.                  | "Every Night (Version 2)" (매일 밤; Maeil Bam) | LE                                    | Shinsadong Tiger, LE               | Shinsadong Tiger                  | 4:14                |
| 8.                  | "Ah Yeah" (Instrumental)                       |                                       | Shinsadong Tiger, Namking Nang, LE | Shinsadong Tiger                  | 3:19                |
| Tổng thời lượng:    | Tổng thời lượng:                               | Tổng thời lượng:                      | Tổng thời lượng:                   | Tổng thời lượng:                  | 28:46               |

## Bảng xếp hạng

### Xếp hạng tuần
| Bảng xếp hạng (2015)              | Thứ hạng |
| --------------------------------- | -------- |
| Album Hàn Quốc (BXH Album Gaon)   | 5        |
| Album Nhật Bản (BXH Album Oricon) | 272      |
| Album Mỹ(BXH Billboard)           | 12       |

### Xếp hạng tháng
| Bảng xếp hạng (2015)            | Thứ hạng |
| ------------------------------- | -------- |
| Album Hàn Quốc (BXH Album Gaon) | 10       |

## Giải thưởng và đề cử

### Giải thưởng âm nhạc thường niên
| Năm  | Giải thưởng                       | Hạng mục                      | Người nhận | Kết quả   |
| ---- | --------------------------------- | ----------------------------- | ---------- | --------- |
| 2015 | Seoul Music Awards lần thứ 24     | Bonsang (Giải chính)          | EXID       | Đoạt giải |
| 2015 | Seoul Music Awards lần thứ 24     | High1/Mobile Popularity Award | EXID       | Đề cử     |
| 2015 | Seoul Music Awards lần thứ 24     | Hallyu Special Award          | EXID       | Đề cử     |
| 2015 | Gaon Chart K-Pop Awards lần thứ 4 | Discovery of the Year - 2014  | EXID       | Đoạt giải |

### Giải thưởng chương trình âm nhạc
| Bài hát     | Chương trình              | Ngày                |
| ----------- | ------------------------- | ------------------- |
| "Up & Down" | M! Countdown (Mnet)       | 8 tháng 1 năm 2015  |
| "Up & Down" | M! Countdown (Mnet)       | 15 tháng1, 2015     |
| "Up & Down" | Music Bank (KBS)          | 9 tháng 1 năm 2015  |
| "Up & Down" | Music Bank (KBS)          | 16 tháng 1 năm 2015 |
| "Up & Down" | Inkigayo (SBS)            | 11 tháng 1 năm 2015 |
| "Up & Down" | The Show (SBS MTV)        | 13 tháng 1 năm 2015 |
| "Ah Yeah"   | The Show (SBS MTV)        | 21 tháng 4 năm 2015 |
| "Ah Yeah"   | Inkigayo (SBS)            | 26 tháng 4 năm 2015 |
| "Ah Yeah"   | Inkigayo (SBS)            | 3 tháng 5 năm 2015  |
| "Ah Yeah"   | Show Champion (MBC Music) | 29 tháng 4 năm 2015 |
| "Ah Yeah"   | Show Champion (MBC Music) | 6 tháng 5 năm 2015  |

## Lịch sử phát hành
| Khu vực  | Ngày                | Hình thức                | Hãng đĩa                        |
| -------- | ------------------- | ------------------------ | ------------------------------- |
| Hàn Quốc | 13 tháng 4 năm 2015 | CD, tải nhạc kỹ thuật số | Yedang Entertainment Sony Music |
| Thế giới | 14 tháng 4 năm 2015 | Tải nhạc kỹ thuật số     | Yedang Entertainment            |